# 柳田英明 (競艇選手)
柳田 英明（やなぎだ ひであき、1967年2月28日 - ）は、東京都出身の競艇選手。登録番号は3488。東京支部所属。血液型AB型。

## 経歴
- 1990年 第67期生としてデビュー。